# Šahaptinski jezici
Shahaptian (Sahaptian) /ime Shahaptian nastalo je od Saptini, pl. Sháptini, salishanski naziv za Indijance Nez Percé ili Pierced Nose/,  porodica sjevernoameričkih indijanskih jezika u području Platoa uz rijeku Columbiju i njenim pritokama u Oregonu i Washingtonu. Porodica čini jednu od glavnih grana Velike porodice Penutian. Ovim jezicima služe se istoimena plemena,  predstavnici su im: Klickitat, Mishalpan ili Mical, Nez Percé ili Shahaptin (sahaptin, probušeni Nos), Palouse, Pswanwapam, Skin ili Skinpah, Tenino, Tyigh, Umatilla, Walla Walla, Wanapam, Wauyukma, Wyam (Lower Deschutes), Yakima s Upper Yakima (Kittitas). Prema nekim jezikoslovcima jezici Waiilatpuan i Lutuamian Indijanaca čine ogranke porodice Shahaptian, no one se danas vode kao posebne porodice.
Shahaptian plemena pripadaju kulturi Platoa čiji su najjužniji predstavnici, odnosno naseljavaju jug Washingtona i sjever Oregona duž rijeke Columbia i njezinih pritoka. Istom kulturnom području ( ali ne i jezično) treba pridodati i Indijance Klamath, Modoc, Cayuse i Molala. Kod Shahaptina glavnu hranu čini riba, osobito losos i razno korijenje, osobito camasa. Kod Shahaptina nije zabilježen nikakav oblik agrikulture, a to je i tipično Platou Columbije.

## Jezici
Nez Perce [nez], tenino [tqn], umatilla [uma], walla walla [waa], yakima [yak].

## Vanjske poveznice
- Ethnologue (14th)
- Ethnologue (15th)
- Shahaptian Indian Family History